# NGC 2594
NGC 2594 est une galaxie lenticulaire située dans la constellation du Cancer. NGC 2594 a été découverte par l'astronome allemand Albert Marth en 1865.

## Caractéristiques
Sa vitesse par rapport au fond diffus cosmologique est de 2 592 ± 17 km/s, ce qui correspond à une distance de Hubble de 38,2 ± 2,7 Mpc (∼125 millions d'al).